# Claude Charles Aubry de La Boucharderie
Claude Charles Aubry de La Boucharderie, francoski general, * 25. oktober 1773, Bourg-en-Bresse, † 8. november 1813, Leipzig.